# مقاطعة أونيدا (أيداهو)
مقاطعة أونيدا (بالإنجليزية: Oneida County)‏ هي إحدى مقاطعات ولاية أيداهو في الولايات المتحدة الأمريكية.

## أعلام
- وليام ماريون جاردين